# Simon Raymonde
Simon Philip Raymonde (Londra, 3 aprile 1962) è un polistrumentista e produttore discografico inglese conosciuto soprattutto per essere stato il bassista della band di culto scozzese di rock alternativo dei Cocteau Twins, esponenti ed alfieri del dream pop.
È figlio del compositore Ivor Raymonde.

## Carriera
Inizia la carriera come bassista del gruppo post-punk Drowning Craze, con cui rilascia tre singoli tra il 1981 ed il 1982. Nel 1984 entra a far parte dei Cocteau Twins, prendendo il posto di Will Heggie. Rimane col gruppo scozzese fino al 1997, anno in cui la band si scioglie. Ha contribuito anche al progetto parallelo This Mortal Coil, in particolare nei primi due album.
Nel 1997 ha pubblicato un album da solista intitolato Blame Someone Else. Firma un accordo con la Bella Union. Al contempo è attivo come produttore discografico e come remixer collaborando con numerosi artisti tra cui Clearlake, James Yorkston, John Grant, The Czars, Fionn Regan, Tristeza, Departure Lounge, Archive, Anthony Reynolds, Lift to Experience e altri.
Nel 2009 forma il gruppo Snowbird con Stephanie Dosen.

## Discografia
Con i Cocteau Twins
- Treasure (1984)
- The Pink Opaque (1986)
- The Moon and the Melodies  (1986)
- Blue Bell Knoll (1988)
- Heaven or Las Vegas(1990)
- Four-Calendar Café (1993)
- Milk and Kisses (1996)

Altro
- Blame Someone Else solista (1997)
- Luminus Love in 23 con i Nanaco (1998)
- Moon con gli Snowbird (2014)
- Ojalà con i Lost Horizons (2017)

## The Drowning Craze
- Wikimedia Commons contiene immagini o altri file su Simon Raymonde